# Monster Match
Monster Match ist ein Kartenspiel der amerikanischen Spieleautoren Ken Gruhl und Quentin Weir, das im Jahr 2018 als englische Version bei dem Verlag North Star Games sowie später auf Deutsch bei Kosmos Spiele  erschienen ist. Im Mai 2019 wurde Monster Match in die Empfehlungsliste der Jury des Kinderspiel des Jahres  aufgenommen.

## Thema und Ausstattung
Bei Monster Match handelt es sich um ein Reaktions- und Kartenspiel, bei dem die Mitspieler versuchen, möglichst viele Monster und auf diesen aufgedruckte Donutpunkte zu sammeln und damit das Spiel zu gewinnen.
Das Spielmaterial besteht neben einer Spielanleitung aus 55 Monsterkarten, einem „Nix“-Chip und zwei Würfeln, von denen einer die Zahlen 0 bis 5 und einer jeweils zweimal Symbole für Arme, Beine und Augen zeigt. Erschienen ist das Spiel in einer Stofftasche in Monsterform mit einem Reißverschluss als Mundöffnung, in den das Spielmaterial eingesteckt wird.

## Spielweise
Vor dem Spiel werden alle Monsterkarten gemischt und als verdeckter Nachziehstapel in die Mitte gelegt. Der „Nix“-Chip kommt in die Tischmitte, um diesen werden 10 Monsterkarten offen ausgelegt.
Ein Startspieler (laut Anleitung der Spieler, der zuletzt einen Donut gegessen hat) nimmt die beiden Würfel und wirft diese. Danach versuchen alle Spieler jeweils ein Monster zu finden, dass die gewürfelte Anzahl der ebenfalls gewürfelten Körperteile besitzt, und auf dieses Monster zu tippen. Alle anderen Spieler versuchen, ebenfalls je ein solches Monster zu finden. Die Runde endet, wenn alle Spieler auf ein entsprechendes Monster getippt haben oder kein solches mehr ausliegt. Die Spieler, die auf ein passendes Monster getippt haben, bekommen dieses und legen es vor sich ab. Wenn nach dem Wurf kein einziges Monster mit den gewünschten Eigenschaften ausliegt, bekommt der Spieler, der zuerst auf den „Nix“-Chip getippt hat, die oberste Karte des Nachziehstapels. Diejenigen, die auf ein falsches Monster getippt oder fehlerhaft auf den „Nix“-Chip getippt haben, müssen eine Monsterkarte ihres Vorrats abgeben.
Wenn mindestens ein Spieler ein Monster aus der Auslage nehmen konnte, werden die Würfel weitergegeben und der nächste Spieler würfelt, ohne dass neue Karten ausgelegt werden. Lag kein passendes Monster aus und die Runde wurde durch den Spieler auf dem „Nix“-Chip gewonnen, werden die obersten 10 Karten des Nachziehstapels offen zu der Auslage gelegt, bevor die Würfel weitergereicht werden.
Das Spiel endet, sobald der Nachziehstapel komplett aufgebraucht ist. Sobald dies geschieht, wird das Spiel abgebrochen und die restlichen Karten der Auslage bleiben liegen. Gewinner ist der Spieler mit den meisten Donuts auf den von ihm gewonnenen Monsterkarten.

## Versionen und Rezeption
Das Spiel Monster Match wurde von den amerikanischen Spieleautoren Ken Gruhl und Quentin Weir entwickelt und 2018 bei dem Verlag North Star Games in einer englischen Version veröffentlicht. Im gleichen Jahr erschien es als Lizenzausgabe in ungarischer Sprache bei Reflexshop und auf Italienisch bei dV Giochi. 2019 veröffentlichte Kosmos Spiele das Spiel auf Deutsch.
Im Mai 2019 wurde Monster Match in die Empfehlungsliste der Jury des Kinderspiel des Jahres  aufgenommen.

## Belege
1. 1 2 3 4 5 6  Spieleanleitung Monster Match, Kosmos Spiele 2019
2. ↑  Monster Match, Versionen bei BoardGameGeek. Abgerufen am 1. Juni 2019.
3. ↑  Monster Match auf der Website des Spiel des Jahres e.V., abgerufen am 1. Juni 2019.